# バラ塾

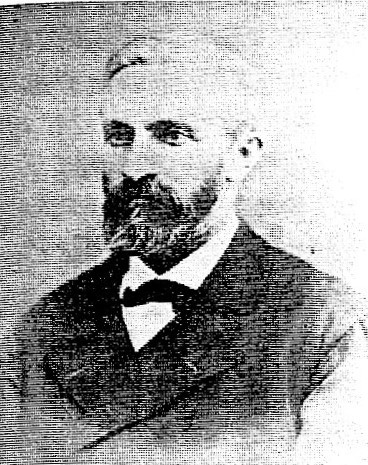
ジェームス・ハミルトン・バラ（James Hamilton Ballagh)

バラ塾（バラじゅく）は、1869年（明治2年）にアメリカ・オランダ改革派教会宣教師ジェームス・ハミルトン・バラによって創設された私塾である。
弟のジョン・クレイグ・バラが1876年(明治9年)にヘボン塾を引き継いで始めた塾もバラ塾（バラ学校）と呼ばれるが異なる塾である。その後、1880年（明治13年）に開設された築地大学校もバラ学校と呼ばれた。

## 歴史
1868年（慶応4年）にバラとディビッド・タムソンは協力して、日本語と英語の礼拝を開始した。そして、その集会で、粟津高明と鈴木貫一が信仰告白して、1868年5月に洗礼を受けた。また、1869年（明治2年）2月には、タムソンにより3人が洗礼を受けた。
バラはこの頃に再建した自宅に隣接し、日曜礼拝のために「聖なる犬小屋」と呼ばれた小会堂を建てた。立身出世を目指していた青年士族が外国人教師を求めて横浜に来ていたので、日曜礼拝に出席する青年を中心として英学塾を開校した。バラの人望により、すぐに40人以上の学校になった。
バラ塾には、奥野昌綱、押川方義、熊野雄七、植村正久、藤生金六、雨森信成、本多庸一、村井知至らが入門していた。バラ塾の生徒は、1873年（明治6年）に、ブラウン塾が開校すると神学教育を受けるために移動した。